# Francisco Lersundi Hormaechea
Francisco de Lersundi Hormaechea (Valencia, 28 de enero de 1817 - Bayona, 17 de noviembre de 1874) fue un militar y político español.

## Biografía
Francisco de Lersundi fue un militar y político español que, entre otros cargos, fue ministro de Guerra en los gabinetes de (1851-1852, 1853 y 1864), Presidente del Consejo de Ministros (1853), ministro de Marina (1856-1857) y capitán general de Cuba (1866-1869).

### Origen familiar
Militar y estadista de origen vasco, de una familia de la nobleza de tradición militar. Comenzó su carrera en el batallón de Chapelgorris creado en 1833, fue presidente del Consejo de ministros a los 38 años, cuatro veces ministro de Guerra, una de Marina y otra de Estado, capitán general de Cuba, jefe del partido moderado, primer diputado general de Guipúzcoa desde las Juntas de Oñate de 1867, “padre de provincia” de Vizcaya y Álava desde 1864, y siempre defensor de los fueros vascongados. Nació en Valencia el 19 de enero de 1815, en el mar, siendo bautizado el día siguiente en La Coruña. Existen diferentes fuentes sobre la vida de los progenitores de Francisco Lersundi. Según el historiador José Ramón Urquijo Goitia; su padre, Benito de Lersundi, fue coronel de infantería y el historiador Juan Bosco Amores asegura que fue brigadier. Sin embargo José Manuel Cuenca Toribio asegura que intervino en varias de las campañas carlotercistas y, como coronel de infantería, en la del Rosellón, muriendo como brigadier. Por su parte a la madre, procedente de la villa de Deva, Juan Bosco Amores la llama Josefa Ignacia, mientras José Ramón Urquijo Goitia la llama María Ignacia. Francisco se inclinó por seguir la carrera de Derecho en la Universidad de Oñate, que abandonó sin embargo, una vez declarada la primera guerra carlista, para alistarse en el bando cristino.

### Primera guerra carlista
De esta forma padre e hijo lucharon contra los carlistas en territorio guipuzcoano. Posteriormente se trasladó a Vitoria, en donde se inscribió en la milicia urbana. Estando en ella participó en la defensa de la capital durante el ataque que dirigió Zumalacárregui el 16 de marzo de 1834. En diciembre de dicho año se alistó en el batallón de voluntarios de Guipúzcoa que dirigía el general Gaspar Jáuregui. El 21 de enero de 1835, la Diputación guipuzcoana le nombraba subteniente en atención a sus antecedentes familiares. Un año más tarde pasó a las filas del ejército regular y el 26 de mayo de 1836 se le reconoce el empleo de subteniente de infantería. A los pocos días es herido de gravedad (6-6-1836), hecho que le propició el ascenso a teniente (6-7-1836). Durante los años 1836 y 1837 desempeñó el puesto de ayudante de campo del comandante general de la 5.ª división del Ejército del norte, José Santa Cruz. A lo largo de la guerra carlista participó en numerosas operaciones en la provincia de Guipúzcoa. Posteriormente, trasladado al batallón de cazadores de Luchana, luchó en Navarra y en Vizcaya. Finalizada la guerra en territorio vasco, pasó a Aragón, en donde alcanzó el empleo de teniente coronel (25-7-1840) e integrado plenamente en el partido moderado en su vertiente más radical.

### "Octubrada" de 1841, exilio y regreso
Muy cercano a la reina gobernadora, su participación en la sublevación de octubre de 1841 en Madrid, le obligó a exiliarse en Francia, apareciendo como uno de los integrantes de la Unión Militar Española, constituida bajo la jefatura del general Narváez pque buscaba el derrocamiento de la regencia del duque de la Victoria. Regresó de Francia (12-6-1836) al producirse la sublevación de los moderados. Tras su retorno solicitó se le premiase con la cruz supernumeraria de Carlos III, en atención a los sufrimientos que soportó durante su destierro, pero no se accedió a su demanda (14-10-1845). Su primer destino fue el regimiento de infantería América n.º 14, afincado en Bilbao. Poco tiempo después se le encargó sofocar la sublevación progresista en Zaragoza (octubre de 1843). Las tropas de Lersundi permanecieron en la capital aragonesa hasta agosto del año siguiente, en que pasó destinado a Valladolid. Su estancia en la capital castellana se prolongó durante otros dos años. Nuevamente se le encomendaba enfrentarse a una sublevación progresista, en esta ocasión en Galicia, al frente de la 2.ª brigada de la división expedicionaria, que dirigía el general José Gutiérrez de la Concha. Esta actuación originó el ascenso a brigadier (23-4-1846).

### Sublevaciones de 1848 en Portugal e Italia y segunda guerra carlista en Cataluña
La inestabilidad en Portugal llevó al gobierno español a situar fuerzas en la frontera entre ambos países, para evitar un resurgimiento de la guerra civil. A Francisco Lersundi se le confió el mando de una parte de la frontera portuguesa con Galicia. Decidida la intervención española, sus tropas entraron por el norte del reino hasta alcanzar la ciudad de Oporto. Tras la campaña de Portugal, se le ordenó a Lersundi dirigirse a Madrid. Por esta razón se encontraba en dicha capital cuando se produjeron las sublevaciones de 1848, desencadenadas como eco del fenómeno del mismo signo europeo, en cuya represión, desplegada por Narváez, intervino activamente, hecho que le valió el ascenso a mariscal de campo (26-3-1848). Poco después pasó a situación de cuartel en espera de destino. Nuevamente se le envió a enfrentarse al alzamiento de los carlistas en Cataluña. Pacificado el Principado, España decidió unirse a los países decididos a intervenir en los Estados Pontificios, en donde la sublevación de los liberales había logrado expulsar de Roma al Papa. El 23 de mayo de 1849, los soldados españoles salían del puerto de Barcelona, mandados por el general Fernando Fernández de Córdoba, marqués de Mendigorría, a quien auxiliaban los también generales Lersundi y Juan Zavala. La problemática del equilibrio internacional condicionó el papel preponderante de Francia en la aniquilación de la sublevación y que España asumiera un papel secundario en los acontecimientos bélicos. A Lersundi se le encomendó el gobierno militar de las provincias de Umbria y Sabina, para lo que fijó su residencia en Spoleto hasta fines de 1849, en que las tropas españolas recibieron la orden de regresar.

### Ministerio de la guerra en el gabinete de Bravo Murillo
A principios de 1850 fue destinado a Madrid “en situación de cuartel” y cada vez más introducido en el círculo íntimo de la reina madre. A partir de este momento Lersundi inicia más claramente su actividad política, al ser elegido por unanimidad diputado por el distrito de Vergara, después de haber sido jefe político de Madrid (16-I-1851) durante el Ministerio de Bravo Murillo; cargo en el que cesó cuando se le confió el Ministerio de la Guerra (6-2-1851/16-1-1852) por el mismo presidente del Consejo de ministros. Fue acusado en los medios políticos y periodísticos de oscuras relaciones con el entorno de la antigua reina gobernadora y malquisto por gran parte de sus colegas que le imputaban de arribismo sin escrúpulos. Los inspectores generales de las diferentes armas, todos ellos tenientes generales, se consideraron ofendidos ante un ministro que era solo mariscal de campo. “Por no agredir a las altas prerrogativas de la Corona”, la élite castrense acabó por aceptar al considerado intruso por poco tiempo, ya que a finales de marzo de 1851 O’Donnell se vio constreñido a dimitir, decisión del propio Consejo de ministros, después de haber dirigido un escrito estimado irrespetuoso por el titular de la cartera de la Guerra. Cesado Bravo Murillo, continuó un mes en el gabinete presidido por Roncali. Remontado este episodio, Lersundi  proyectó una ambiciosa reorganización del Ejército que, enlazada con la que aplicase con patente éxito el marqués de Zambrano en el ocaso del reinado fernandino, diera respuesta a la modernización de la maquinaria militar española urgida desde el término de la contienda carlista. Sin embargo, una disputa con  el capitán general de Madrid, Juan de la Pezuela, concluyó abruptamente con sus intenciones reformistas, al abandonar sus responsabilidades ministeriales para asumir justamente las de capitán general de Madrid en enero de 1852. Sus méritos en el Ministerio y en el control de un intento de sedición en Madrid (7-1-1852) fueron premiados con el ascenso a teniente general (9-2-1852).

### Salida del ministerio de la guerra y caída de Bravo Murillo
Su salida del Ministerio significó un cambio en las misiones que se le confiaban. Un mes más tarde se le nombró (11-5-1852) capitán general de Castilla la Nueva. Desde dicho puesto jugó un papel fundamental en la caída del gabinete de Bravo Murillo, al asegurar que no podía garantizar la fidelidad de las tropas que tenía bajo su mando. Su elevación al empleo de teniente general se debió, en opinión de algunos cronistas de la época, a la intención de Bravo Murillo de imitar al príncipe-presidente Napoleón en su golpe de Estado de 2 de diciembre de 1851, disponiendo en el puesto clave para el triunfo de la empresa a un hombre de su entera confianza. Al margen de la verdad de tal suposición el único dato contrastado es la fidelidad guardada por su general predilecto a Bravo Murillo hasta las postrimerías de su mandato. Máxime cuando la reina María Cristina y su entorno retiraron su apoyo al gobernante extremeño, enjuiciado por la negociación de su reforma constitucional. El 12 de febrero de 1853 se le elevaba a la condición de senador vitalicio. Un mes más tarde (9-4-1853), se le confiaba el puesto de gobernador civil de Madrid, reteniendo el de capitán general.

### Presidente del Gobierno
Francisco Lersundi seguía siendo relevante en el palacio de las Rejas, residencia de la madre de Isabel II; así lo demuestra su designación como presidente del Consejo de ministros, en el penúltimo de los gabinetes de dicho periodo. Tras el fracaso del gobierno presidido por Bravo Murillo, se formaron otros dos, bajo la influencia de la reina madre María Cristina, presididos por Federico Roncali y el segundo por Francisco Lersundi (14-4-1853/19-9-1853). La crisis del partido moderado hacía difícil la pervivencia de cualquier gabinete, hasta el punto que durante cinco meses Lersundi ocuparía en efecto tal cargo de presidente simultaneado con el desempeño de la cartera de la Guerra y, a título interino, también con la de Estado; esta tan solo a partir del 21 de junio. Junto a él se encontraba Pedro Egaña, uno de los políticos vascos más relevantes del siglo XIX. Además, es necesario señalar que la importancia de los problemas políticos que marcaban la crisis del país (división del moderantismo, exilio el general Narváez, cuestión de los ferrocarriles, etc.) hacían necesario un gobierno con mayor peso político que el que encabezaba Lersundi. Durante su mandato mantuvo cerradas las Cortes. En los inicios mismos de la legislatura, el candidato gubernamental para presidir la Cámara alta fue derrotado por la opción representada por Martínez de la Rosa y las Cortes quedaron disueltas al día siguiente del revés del gabinete, con lo que su ya reducida capacidad de maniobra desapareció. En su menguado haber constaban algunas medidas en defensa de la reforma castrense, de alcance menor pero con un punto simbólico y esperanzador en el ramo de la Intendencia y de la condición legal de los suboficiales. Tras su dimisión, se negó a colaborar con la administración de Luis José Sartorius, conde de San Luis, que le ofreció un cargo en el Ministerio de la Guerra. Sin embargo aceptó finalmente el puesto de capitán general de Andalucía (23-9-1853), cargo del que dimitió poco después (27-12-1853) alegando motivos de salud, en un momento en que muchos de sus amigos habían sido destituidos por enfrentarse a Luis José Sartorius.

### Alejado de O´Donnell, partidario de Narváez
A partir de 1854, apartado del poder durante el bienio esparterista, fijó su residencia en Madrid aunque realizó viajes al País Vasco por motivos de salud. El 27 de julio de 1855 se le concedieron seis meses de licencia para viajar por el extranjero y el gobierno, sospechando de sus intenciones, ordenó al cónsul en Bayona que vigilase sus actividades. Con el retorno del moderantismo, una vez concluida la etapa progresista y tras el cese del Gabinete O’Donnell, Lersundi colaboró con Narváez ocupando el Ministerio de Marina (12-10-1856/16-10-1857). Durante este tiempo desempeñó interinamente la cartera de Guerra en dos ocasiones (12/16-10-1856) sustituyendo al excarlista Antonio Urbistondo y (16/23-12-1856) hasta la llegada de Francisco de Paula Figueras. La caída de Narváez, a cuya actividad política estaba fuertemente unido, implicó su destitución. Los años siguientes del largo periodo de la Unión Liberal supusieron para Lersundi una dilatada fase de ostracismo, habida cuenta de su antagonismo con O’Donnell. Solicitó diversos permisos para viajar por el extranjero, acudir a tomar baños y a arreglar asuntos propios en el País Vasco.

### Ministro de guerra con Arrázola
Siendo presidente del Consejo de ministros Lorenzo Arrázola, colaborador estrecho de Narváez, se le confió a Lersundi, a instancias de éste, la cartera de Guerra en su corto gabinete de comienzos de 1864 (17-1/1-3). Las medidas adoptadas durante su mandato hicieron crecer el descontento entre los militares que habían apoyado el sistema moderado veinte años antes. Trabajó por la prosperidad de San Sebastián y, siendo ministro de la Guerra, concedió entre otras cosas la autorización para construir el barrio del muelle, a pesar de la oposición que hicieron al proyecto los que le precedieron en el cargo, buscando así el desahogo de la población en beneficio de los pescadores, e intervino a petición del ayuntamiento en varios e importantes problemas que afectaban a San Sebastián. Al regresar Narváez a la presidencia del Consejo de ministros, Lersundi fue nombrado director general de infantería (1-10-1864/25-6-1865), cargo en el que cesó al ser desposeído del poder su protector.

### Capitán General de Cuba con O´Donnell y Narváez
A pesar de que O’Donnell había prescindido siempre de sus servicios, le nombró capitán general de Cuba (10-4-1866/11-9-1866). Tras un breve paréntesis, estando otra vez su protector Narváez en la presidencia del Consejo de ministros, fue nombrado nuevamente capitán general de Cuba (20-12-1867/4-1-1869). Su periodo de mandato coincidió con dos hechos de gran trascendencia que se produjeron casi al mismo tiempo: la revolución de 1868 en la península y la sublevación de los independentistas cubanos. Resultaba evidente que las nuevas autoridades revolucionarias no podían contar con un hombre tan ligado al partido moderado pero tampoco podían herirle con una destitución deshonrosa, fue enviado a Cuba para dirigir la guerra contra la insurgencia que había estallado en 1868. Cogido por sorpresa ante “el grito de Yara” (10-10-1868) e incluso subestimando en sus orígenes las consecuencias del movimiento independentista encabezado por el abogado y rico propietario Carlos Manuel de Céspedes, adoptó más tarde enérgicas medidas. Consciente de la insuficiencia de las tropas regulares –unos siete mil de los veintiocho mil que formal y teóricamente constituían la fuerza destinada por Madrid en la Gran Antilla–, acudió al alistamiento de un cuerpo de voluntarios y en un tiempo récord llegó a reclutar más de treinta y cinco mil hombres, equipados y armados por los sectores contrarios a la independencia. Militarmente eficaces y disciplinados, con el paso del tiempo se convirtieron en ocasiones en torcedores de los planes de las autoridades, a las que más de una vez se impusieron hasta forzar su dimisión por estimarlas débiles y poco enérgicas ante un fenómeno que sólo admitía, en su sentir, una política de puro y simple exterminio. Lersundi se opuso a cualquier medida de diálogo o apertura que quedó bien patente al rechazar desabridamente el 24 de octubre cualquier medida en tal sentido, conforme le solicitaban, en onda con el nuevo clima político e ideológico en la España peninsular, desde una parte muy cualificada de la sociedad de La Habana. El pretexto esgrimido por el capitán general era la exigencia de concentrar todos los afanes en el descepamiento de la sublevación, a la que asestó un golpe mortal al establecer una rigurosa vigilancia naval de la zona del Oriente donde el levantamiento estaba aún confinado. Un bloqueo para el que no vaciló en acudir –a veces, mediante requisa– a embarcaciones particulares. Al mismo tiempo, las unidades enviadas desde La Habana comandadas por el general Balmaceda entraban el 16 de enero de 1869 en Bayazo, donde hasta entonces se ubicaba la capital de los “insurrectos”. Al renunciar al mando pocos días después, el alzamiento había quedado reducido a una lucha de guerrillas, que no controlaba ningún núcleo urbano. El gobierno aceptó su dimisión el 13 de septiembre, aunque tardó bastante tiempo en enviarle su sustituto.

### Partidario de Isabel II en el sexenio democrático
A pesar de la respuesta ambigua que envió a la reina, cuando le insinuaba que preservase a Cuba de la influencia de la revolución de 1868, pocos meses más tarde le confiaba la coordinación de las acciones militares encaminadas a lograr su regreso a España. Nuevamente se negó Lersundi a asumir el encargo argumentando que no era el momento y que su elección teñía a la empresa de un color excesivamente partidista que era necesario evitar. Una vez regresado a la Península y fijada en esta ocasión su residencia en Deva, Lersundi no tuvo una participación política activa debido en gran parte a la descomposición casi completa en que se hallaba el partido moderado. Sin embargo, seguía siendo uno de los generales relevantes de cara a una posible acción militar, encaminada a la restauración de los Borbones en el trono español. Probablemente la fama alcanzada en la campaña cubana y, sobre todo, la afección y confianza reveladas hacia él por Isabel II, harían que la reina destronada pusiera en el verano de 1869 particular empeño hacia una restauración de la dinastía que Lersundi consideraba muy poco madura aún. Venciendo un tanto su renuencia a través de personajes tales como Gutiérrez de la Vega, la soberana le encomendaba la dirección del comité que tenía por misión allegar los medios económicos, militares y políticos con los que hacer posible la vuelta a España de la reina. Desde un principio, Lersundi insistió en el carácter político que ante todo debiera revestir la operación: “La causa de V.M. y de su augusta dinastía –escribía el 15 de julio de 1869– será tanto más fácil y más fuerte cuanto más se levante sobre la esfera de los partidos políticos”. Al mismo tiempo en que se producía esta respuesta, contestaba al gobierno que juraría la constitución, sin que por ello se pudiera entender que se adhería a un orden político determinado, que consideraba contrario a sus ideas y las tradiciones del país (9-7-1869). Poco tiempo después (3-10-1869) se le concedió un permiso de seis meses para viajar por el extranjero. Sin haber agotado todo el permiso (22-2-1870), el Gobierno le ordenó regresar a España y fijar su residencia en Madrid. Lersundi trató de evitar su cumplimiento señalando que su estado de salud le impedía de momento regresar y que deseaba prorrogar su permanencia en Burdeos otros tres meses. La respuesta del general Prim (2-5-1870) indicaba claramente el fondo de la cuestión: “Siendo notorio que V.E. se halla al frente de la conspiración que tiene por objeto restablecer en el Trono de España a Doña Isabel de Borbón, y siendo igualmente público que la enfermedad que dice padecer es un pretexto…”. La desobediencia a las órdenes de sus superiores le llevó, en ausencia, ante un consejo de guerra que decidió su baja en el Ejército (11-7-1870). Sin embargo, se vio beneficiado por la amnistía de 30 de agosto de 1870, y su causa fue sobreseída, pero no volvió a ser incluido en el estado mayor general del Ejército hasta el 23 de octubre de 1873.

### Fallecimiento
En la misma fecha se le concedió licencia para desplazarse por España y por el extranjero al objeto de atender al restablecimiento de su salud. Descartado el proyecto de restauración borbónica en la persona de Isabel II por imposición del nuevo jefe de la oposición, Cánovas del Castillo, no opuso obstáculo alguno a esta nueva senda. En las postrimerías de la Primera República y del gobierno de Serrano en 1874, se reactivaron los planes de conspiración militar. En medio de los trabajos de conspiración en que se hallaba inmerso, falleció en Bayona el 17 de noviembre de 1874, cuando estaba a la espera de acontecimientos decisivos. Cuando murió era teniente general, senador vitalicio desde 1853 y estaba en posesión de todas las grandes cruces de la época. En septiembre de 1878 sus restos fueron trasladados al panteón familiar de Deva, en cuya ceremonia le rindieron honores de teniente general por expreso deseo de Alfonso XII.
| Predecesor: Federico Roncali                                                  | Presidente del Consejo de Ministros de España 1853 | Sucesor: Luis José Sartorius                                         |
| Predecesor: Rafael Arístegui y Vélez Juan de Lara José Gutiérrez de la Concha | Ministro de la Guerra 1852 1853 1863 - 1864        | Sucesor: Joaquín Ezpeleta Enrile Anselmo Blaser José Marchesi Oleaga |
| Predecesor: Pedro Bayarri                                                     | Ministro de Marina 1856 - 1857                     | Sucesor: José María de Bustillo Gómez de Barreda                     |
| Predecesor: Domingo Dulce Blas Villate                                        | Capitán General de Cuba 1866 1867 - 1869           | Sucesor: Joaquín del Manzano Domingo Dulce                           |